# Motherhood (1917)
Motherhood is een Amerikaanse stomme film uit 1917, geregisseerd door Frank Powell, met in de hoofdrol Marjorie Rambeau. De film wordt beschouwd als een verloren film.

## Verhaal

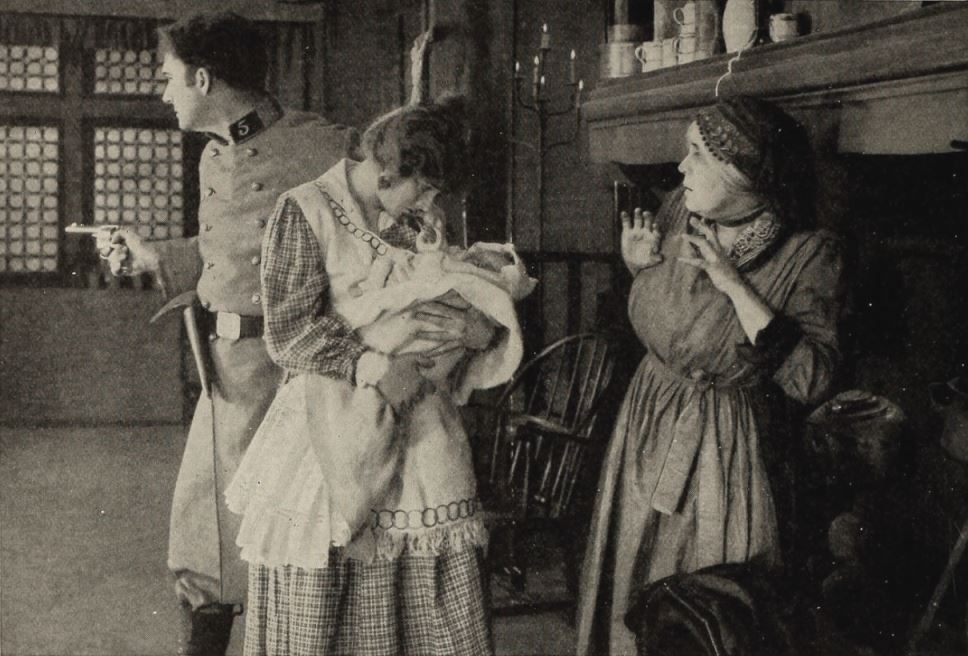
stilstaand beeld uit Motherhood

Terwijl een Amerikaans echtpaar een verhaal hardop voorleest van twee Europese gezinnen in oorlogstijd, worden hun woorden op het scherm gevisualiseerd.
Albert is opgeroepen om te gaan vechten in de oorlog en moet noodgedwongen zijn vrouw Louise alleen achterlaten. Bij de vijand is er een andere echtgenoot, een kapitein en vader van twee kinderen, die ook vertrekt om zijn land te dienen.
Gekweld door de verschrikkingen van de oorlog, raakt de kapitein aan de drank en verliest in zijn dronken toestand geleidelijk alle vormen van menselijkheid. Uiteindelijk arriveert hij bij Alberts huis, waar hij Louise alleen aantreft en verkracht.
Na de oorlog keert Albert terug naar huis, verheugd over de geboorte van een zoon. Wanneer hij hoort dat Louise weigert de baby aan te raken, eist Albert een verklaring en Louise vertelt het verhaal van de kapitein. Woedend probeert Albert het kind te doden, maar Louises moederlijke instincten nemen de bovenhand en ze redt het leven van het kind.
Het Amerikaanse gezin sluit het boek en verheugt zich dat er Amerika vrede heerst.

## Rolverdeling
| Acteur           | Personage        | Opmerkingen    |
| ---------------- | ---------------- | -------------- |
| Marjorie Rambeau | Louise           |                |
| Frank Ford       | The Father       |                |
| Robert Elliott   | Albert           |                |
| Paul Everton     | Enemy Captain    |                |
| Aubrey Beattie   | The Corporal     |                |
| Agnes Ayres      | The Mother       | als Agnes Eyre |
| Ruth Byron       | Captain's Wife   |                |
| Lillian Page     | Captain's Mother |                |
| Anne Sutherland  | Charlotte        |                |
| Frank Frayne     | Her Son          |                |
| Robert Eaton     | Her Son          |                |
| Lorna Volare     | The Loved One    |                |